# Miguel Díaz (Entdecker)
Miguel Díaz (* in Aragonien; † 1514) war ein spanischer Entdecker und Begleiter Bartolomeo Kolumbus’ auf der zweiten Entdeckungsreise von Christoph Kolumbus.
Diaz erhielt 1495 den Auftrag, den Goldreichtum Hispaniolas zu untersuchen, und veranlasste auf der Suche nach Gold am Rio Haina die Gründung der Stadt Santo Domingo. Von Bartolomeo Kolumbus wurde er zum Verwalter von Hispaniola ernannt. Als er sich weigerte, Francisco de Bobadilla, der zum Statthalter von Hispaniola ernannt wurde, 1500 die Stadt zu übergeben, fiel er deshalb in Ungnade. Diaz wurde zwar 1509 wieder zum Leutnant des Gouverneurs von Puerto Rico Juan Ponce de León ernannt, bald darauf aber nach Spanien abgeführt, wo er im Begriff, nach Westindien zurückzukehren, 1514 starb.
| Personendaten    | Personendaten        |
| ---------------- | -------------------- |
| NAME             | Díaz, Miguel         |
| KURZBESCHREIBUNG | spanischer Entdecker |
| GEBURTSDATUM     | 15. Jahrhundert      |
| GEBURTSORT       | Aragonien            |
| STERBEDATUM      | 1514                 |